# کویر قطرویه
| وسعت نواحی بیابانی استان فارس | وسعت نواحی بیابانی استان فارس | وسعت نواحی بیابانی استان فارس | وسعت نواحی بیابانی استان فارس | وسعت نواحی بیابانی استان فارس |
| ----------------------------- | ----------------------------- | ----------------------------- | ----------------------------- | ----------------------------- |
| منطقه                         | منطقه                         |                               | درصد                          | درصد                          |
| کویری و بیابانی               | کویری و بیابانی               |                               | ۳۸٪                           | ۳۸٪                           |
| بیابانی                       | بیابانی                       |                               | ۲۷٪                           | ۲۷٪                           |
| در حال بیابانی‌شدن             | در حال بیابانی‌شدن             |                               | ۲۴٪                           | ۲۴٪                           |
| کویری                         | کویری                         |                               | ۱۱٪                           | ۱۱٪                           |

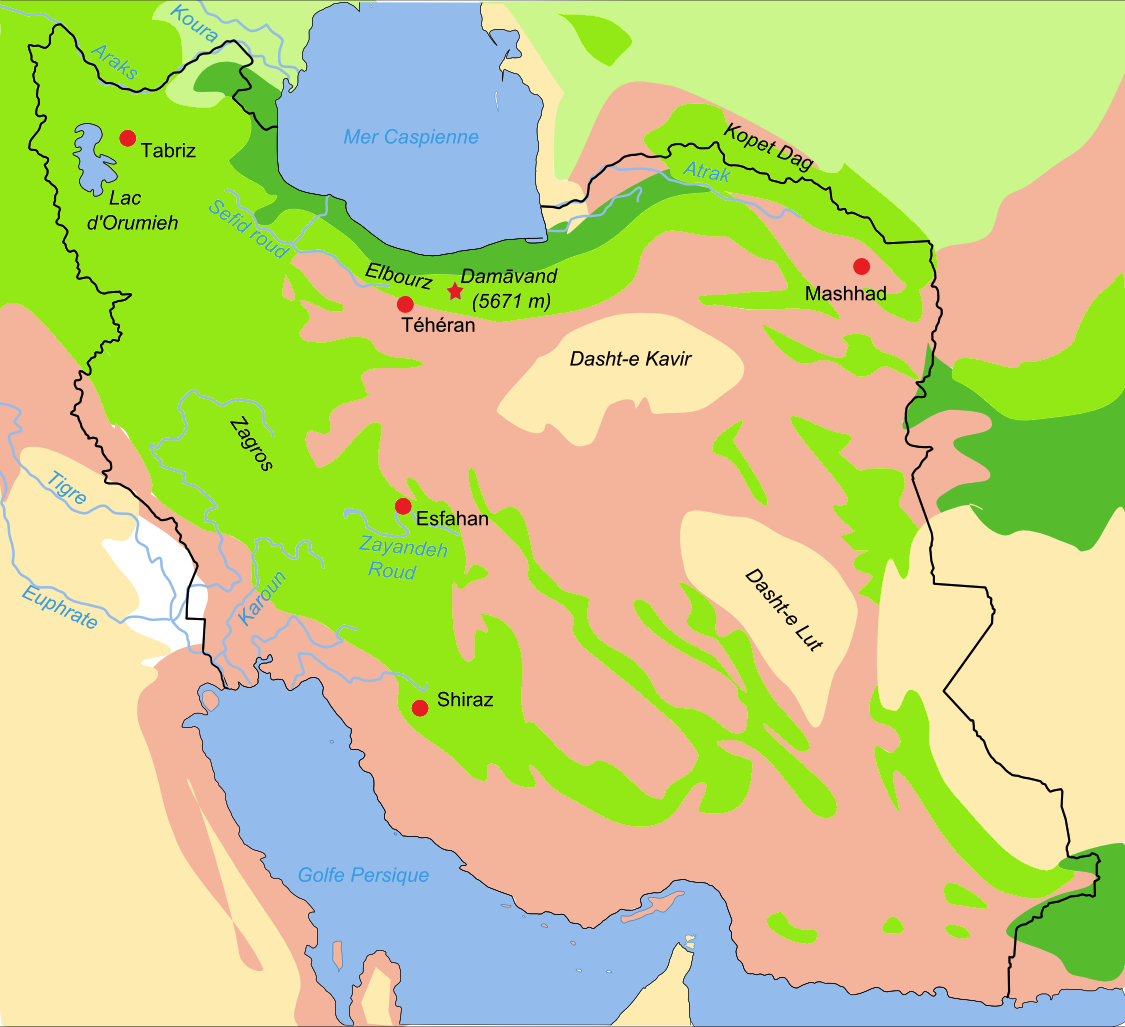
نقشه زیستگاه‌هایشان ایران، نشان دادن محل دشت کویر (بیضی بژ در مرکز سمت راست).).
استپ جنگل
جنگل و بیشه زار
نیمه بیابانی
زمینهای پست صحرا
استپ
باتلاق آبرفتی شور

کویر قطرویه یا کفه مرگ در شرق استان فارس و در جنوب شرقی شهرستان نیریز و در بخش قطرویه، جنوب شهر قطرویه قرار گرفته‌است. محدودهٔ مذکور در حوزهٔ سیاسی استان‌های کرمان، یزد و فارس واقع گردیده است.
ارتفاع بلندترین نقطه آن ۱٬۷۲۰ متر، پست‌ترین نقطهٔ آن در حدود ۱٬۶۰۰ متر می‌باشد. آب و هوای منطقه گرم و خشک با بارندگی حدود ۲۰۰ میلی‌متر می‌باشد.

## پوشش گیاهی منطقه
با توجه تغییرات اقلیمی و توپوگرافی (شیب، ارتفاع، جهت) و نوع خاک در منطقه تیپ‌های متنوع گیاهی در منطقه روئیده‌اند که شامل
- نمکزار که فاقد پوشش گیاهی بوده و به صورت دق (نمکزار) می‌باشد که حدود ۴٫۵ کل منطقه را دربر می‌گیرد.
- تیپ تاغ - درمنه – شور
- تیپ شور- درمنه.[۱]

## موقعیت جغرافیایی
کویر قطرویه یا کویر میدان گل در محدودهٔ جغرافیایی ۳۰/۵۴ تا ۵۵ درجه شرقی و ۲۸/۵۰ تا ۲۸/۵۵ درجه شمالی در جنوب فلات ایران قرار گرفته‌است. کویر قطرویه پهناورترین کویر استان فارس است که از شمال به دامنه‌های زاگرس جنوبی و از غرب به جادهٔ ارتباطی قطرویه به رودخور، از شرق به کوه‌های زیارت و چاه بره و از جنوب به محور ارتباطی ریزاب-سیرجان محدود می‌شود. پارک ملی قطرویه (منطقهٔ حفاظت‌شدهٔ بهرام گور) در این منطقه واقع شده‌است.
کویر قطرویه از لحاظ اقلیمی و جمع‌آوری آب‌های منطقه اهمیت ویژه‌ای دارد.
این کویر در ردهٔ کویرهای رسی خیس محسوب شده و جدای از لغزندگی، عملاً در زمستان وارد شدن وسایل نقلیه در آن باعث فرورفتگی می‌شود.

## جاذبه‌های اکوتوریستی
وجود گونه نادر گور ایرانی در کنار این منطقه پتانسیل بسیار بالایی برای توسعه فعالیت گردشگری طبیعی تا سطح بین‌المللی فراهم آورده است.
کویر قطرویه به دلیل برخورداری از چشم‌اندازهای طبیعی، تنوع زیستی بالا و قرارگیری با فاصله اندک نسبت به راه‌های ارتباطی اصلی، این مکان را به صورت شاخص و واحدی مستعد برای اکوتوریسم در آورده است.
اکوتوریسم پدیده‌ای مدرن است که انگیزه اصلی آن گردشگری، مشاهده و لذت بردن از طبیعت و پدیده‌ها و چشم‌اندازهای طبیعی و فرهنگی بوده و از آن می‌توان به عنوان یکی از منابع جدید درآمد نام برد.
وجود آثار تاریخی مثل قلعه قطرویه و قلعه سوخک، حمام قطرویه، تکیه آقا رضا خانی و... سبب به وجود آمدن جاذبه‌های توریستی ویژه در این منطقه شده‌است.

## وضعیت عمومی اقتصادی اجتماعی
در محدوده کویر قطرویه و منطقه حفاظت شده بهرام گور تعداد تقریبی ۲۰ روستا وجود دارد با توجه به اقلیم خشک منطقه حفاظت شده بهرام گور عمده فعایتهای اقتصادی روستائیان و بومیان منطقه دامداری بوده و کشاورزی ازنوع باغداری با کشت درختان نظیر پسته و انار در مرحله بعدی تأمین معیشت روستائیان می‌باشد.

## مناطق و آبادی‌های کویر قطرویه
- شهر قطرویه
- ریزاب
- وزیره
- نیلو
- سنگ زور
- قطار بنه
- اسلام‌آباد
- امامزاده سید محمد
- صادق آباد
- کارگاه
- سبزآباد
- چاه بره